# 헤이헤이헤이 시즌 2
《헤이헤이헤이 시즌 2》는 SBS에서 2006년 11월 9일부터 2007년 9월 20일까지 방영한 콩트 프로그램이다. 고정 출연진과 특별 출연진들이 출연하여 익살 연기를 하는 구성 방식을 갖고 있다. 시즌 1은 콩트와 20대 남녀의 심리를 다룬 가상 심리극으로 구성되었다면 시즌 2에서는 콩트로만 구성되어 있다.

한편, 해당 프로그램의 신설에 따라 《웃음을 찾는 사람들》은 2006년 11월 5일부터 일요일 오후 6시 40분으로 이동했으나 무리하게 버라이어티의 격전장을 주말 저녁시간대로 옮겼다는 지적을 사 시청률이 갈수록 떨어졌으며 결국 2007년 11월 15일부터 목요일 밤 11시 10분으로 돌아왔다.

## 콩트
- 수상한 가정부
- 된장부인
- 내 남자의 여자:김희애가 출연한 드라마 내 남자의 여자를 소재로 한 콩트.
- 모델커플

## 참고 사항
- 해당 프로그램이 신설되면서 웃음을 찾는 사람들은 2006년 11월 5일부터 일요일 오후 시간대로 옮겨갔는데[3] 원래 같은 해 10월 26일 목요일 마지막 방송을 할 계획이었으나 그 날 프로야구 한국시리즈 4차전 중계방송이 연장되어 불방됐다.[4]